# Cholmerländer

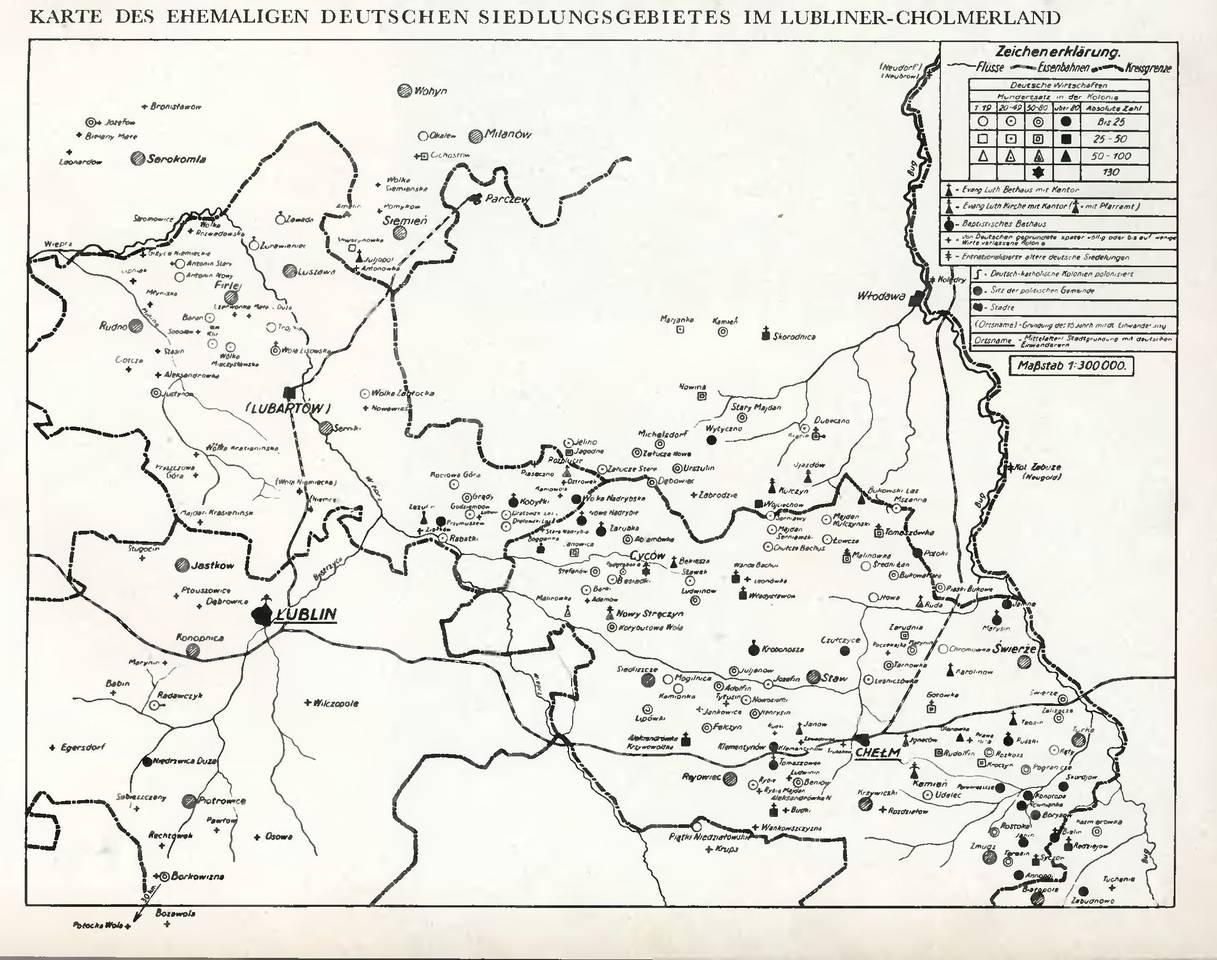
Karte des ehemaligen deutschen Siedlungsgebietes im Lubliner-Cholmerland, Kurt Lück, 1933

Die Cholmerländer waren eine deutsche Bevölkerungsgruppe, die etwa 120 Jahre lang im östlichen Zentralpolen in der Region um die Stadt Cholm lebten (diese Region wurde auch als Cholmer Land bezeichnet).

## Geschichte
Nach der Ersten Polnischen Teilung kam ein Teil des polnischen Chełmer Lands der Woiwodschaft Ruthenien sowie ein Teil der Woiwodschaft Bełz mit Tomaszów und Hrubieszów an die Habsburger.
Maria Theresia hatte schon um 1774 in Zamość die ersten Handwerker aus deutschsprachigen Gebieten ansiedeln lassen. Es entstanden im 1783 gegründeten Zamoscer Kreis einige deutsche Kolonien im Zuge der Josephinischen Kolonisation (z. B. über 90 Familien in 9 Ortschaften des Zamośćer Familienfideikommiss).
Die Volksgruppe bildete sich ab etwa 1820, als deutschstämmige Siedler in das 32.000 Quadratkilometer umfassende Gebiet einwanderten. Die Protestanten verstärkten die im Jahr 1784 gegründete Pfarrgemeinde in Lublin sowie die neuen Gemeinden in Chełm (gegründet 1875), Cyców (1925) und Kamień – im Jahr 1937 wurde sogar eine Diözese von Lublin der Evangelisch-Augsburgischen Kirche in Polen ausgegliedert. Im Jahr 1921 deklarierten sich insgesamt 10.933 Einwohner der Woiwodschaft Lublin als deutscher Nationalität. 1940 verließen sie es wieder bei ihrer Umsiedlung in das Deutsche Reich im Rahmen des Hitler-Stalin-Paktes. Sie wurden größtenteils im Wartheland wieder angesiedelt.

## Dörfer mit einem ehemals hohen Anteil deutschsprachiger Bewohner im Cholmer Land

### Kreis Chełm
- Abramowka
- Adamow
- Aleksandrowka
- Adolfin
- Annopol
- Antonin
- Barki
- Bekiesza
- Bielin
- Biesiadki
- Bogdanka
- Borysow
- Bukowa Mala
- Bukowski Las
- Budki
- Chromowka
- Chutcze Bachus
- Cyców
- Czulczyce
- Dlugopole
- Felczyn
- Gotowka
- Henrysin
- Ignatow
- Ilowa
- Jamne
- Janin
- Janów (dt. Wilhelmswald)
- Janowica
- Jozefin
- Kamien
- Kamionka
- Karolinow
- Katy
- Kazimierowka
- Klementynow
- Konotopy
- Kroczyn
- Lesniczowka
- Lipowki
- Lowcza
- Ludwinow
- Malinowka
- Marynin
- Marysin
- Mogilnica
- Mszanna
- Nadrybie Nowe
- Nadrybie Stare
- Olenowka
- Piaski
- Podglebokie
- Pogranicze
- Potoki
- Puszki
- Rostoka
- Rozdzialow
- Rozkosz
- Ruda
- Rudolfin
- Rybie
- Serniawy Kolonie
- Skordjow
- Sredni Lan
- Stawek
- Stefanow
- Streczyn
- Swierze Kolonie
- Syczow
- Szczupak
- Tarnowska
- Teosin
- Teresin
- Tomaszowka
- Tytusin
- Udalec
- Wanda Bakus
- Wladyslawow
- Wola Korybotowa
- Wolka Nadrybska
- Zalisocze
- Zarubka
- Zarudnia

### Kreis Hrubieszów
- Radziejow
- Tuchanie
- Zabudnowo

### Kreis Lubartow
- Antonin Nowy
- Antonin Stary
- Baran
- Czerwonka
- Dratowski Las
- Godziembow
- Justynow
- Kaniowola
- Kobylki
- Kociowa Gora
- Lipniak
- Majdan Krasieninski
- Ostrowek
- Rabatki
- Rozplucie
- Sobolew
- Szczecin
- Trojnia
- Uciekajka
- Wola Lisowska
- Wola Mieczyslawska
- Wolka Zablocka
- Zawada
- Zezulin
- Zurawienic

### Kreis Lublin
- Egersdorf
- Radawczyk
- Jasienic
- Malinowka

### Kreis Łuków
- Bielany
- Bronislawow
- Jozefow
- Lazy
- Leonardow

### Kreis Radzyń
- Amelin
- Cichostów
- Juliopol
- Okalew
- Sewerynówka

### Kreis Włodawa
- Bartoszycha
- Czerniejew
- Dębowiec
- Dubeczno
- Jagodna
- Kamień
- Kracie
- Kulczyn
- Marinka
- Marjanka
- Michelsdorf
- Nowina
- Skorodnica
- Stary Majdan
- Urszulin
- Ujazdow
- Wojciechow
- Wytyczno
- Zalucze Nowe
- Zalucze Stare